# Paraxenis
Paraxenis is een geslacht van vlinders van de familie koolmotten (Plutellidae).

## Soorten
- P. macrostoma (Meyrick, 1919)
- P. pentaula (Meyrick, 1913)
- P. sphenospila (Meyrick, 1919)